# Frankenia irregularis
Frankenia irregularis är en frankeniaväxtart som beskrevs av Victor Samuel Summerhayes. Frankenia irregularis ingår i släktet frankenior, och familjen frankeniaväxter. Inga underarter finns listade i Catalogue of Life.